# Biohacking

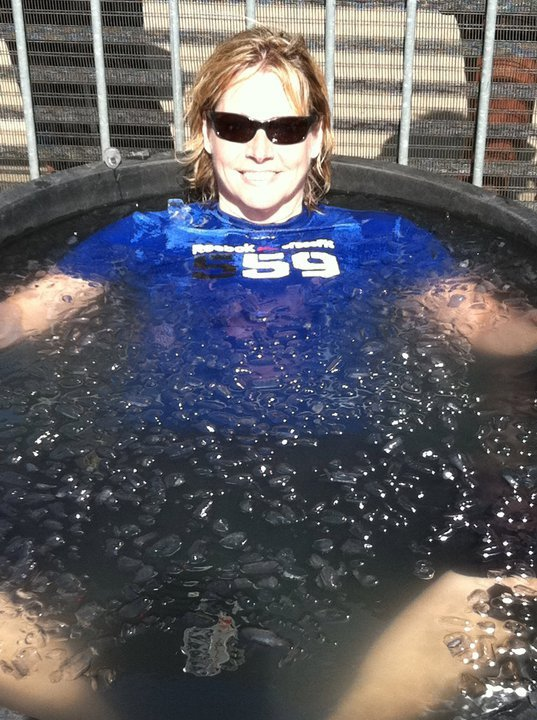
Otužování je forma biohackingu

Biohacking je soubor různorodých přístupů, jak vědomě ovlivňovat a zlepšovat lidské tělo, psychiku a výkonnost pomocí technologií, experimentování i úprav životního stylu. Základní myšlenkou je aktivní snaha optimalizovat fungování organismu – od kvalitnějšího spánku, přes výživu a pohyb, až po zásahy do biochemie mozku. Biohacking může mít podobu běžných návyků jako otužování, sledování spánku pomocí chytrých hodinek či chytrého prstenu nebo užívání doplňků stravy, ale i radikálnějších zásahů, například implantátů či genetických modifikací. V praxi se rozlišují tři hlavní směry: lifestyle biohacking (zaměřený na zdraví a dlouhověkost), grinder biohacking (kyborgizace těla a DIY technologie) a nutrigenomika (vliv výživy na genetickou expresi).

## Půst
Půst či přerušovaný půst jsou jednou z nejstarších metod ovlivňování zdraví a metabolismu. V rámci biohackingu je půst často vnímán jako nástroj k „restartu“ těla či zlepšení metabolických procesů. Podložené přínosy zahrnují podporu regulace hmotnosti, snížení rizika cukrovky a zlepšení kardiovaskulárního systému.

## Nootropika
Nootropika, známá také jako „chytré drogy“, tvoří významnou oblast biohackingu. Jde o látky, které mají zlepšovat kognitivní funkce, jako je paměť, koncentrace nebo duševní výkonnost. Mezi běžně dostupná nootropika patří například kreatin nebo kofein, obsažený v doplňcíchstravy, nápojích či potravinách. Mezi nootropika patří také léky s účinky na nervový systém, které se běžně předepisují při poruchách jako ADHD nebo Alzheimerova choroba. Příklady zahrnují metylfenidát (Ritalin), Adderall nebo memantin (Axura). Tyto látky by měly být užívány výhradně na lékařský předpis, protože jejich nesprávné použití může vést k závažným vedlejším účinkům, včetně zvýšené úzkosti, rizika závislosti nebo zhoršení psychického stavu.

## Technologie
Přenosná elektronika, jako jsou chytré hodinky, sportovní náramky nebo chytré prsteny, je běžnou součástí moderního biohackingu. Umožňuje sledovat zdraví v reálném čase, vyhodnocovat data a upravovat životní styl podle individuálních potřeb. Pokročilejší formou je implantovatelná technologie – zařízení zavedená přímo do těla, která poskytují detailnější data o biologických procesech a zdravotním stavu.